# Jaroslav Jiran
Jaroslav Jiran (* 9. dubna 1955, Praha) je redaktor časopisů Ikarie, XB-1, spisovatel sci-fi a fantasy literatury, autor povídkových SF antologií.

## Životopis
Po absolvování gymnázia pracoval v letech 1984–1989 jako topič v paláci Lucerna, byl referentem v Úřadu pro vynálezy a objevy (ÚLUV). Od roku 1992 byl redaktorem časopisu Ikarie a živil se psaním. Po zániku časopisu Ikarie přešel v prosinci 2010 s ostatními redaktory do nástupnického časopisu XB-1. I zde byl do roku 2020 zástupcem šéfredaktora, jímž byl Vlado Ríša.
Je ženatý, první manželkou byla Růžena Strnadová, druhá Eleni Orphanidou. Má dceru Veroniku (* 1981).
Byl 15 let členem skupiny historického šermu Romantik a příznivcem fandomu. Zúčastnil se mnoha Parconů.

## Dílo

### Povídky
První povídky publikoval ve fanzinech, pak v antologiích Hvězdy v trávě a Stalo se zítra. Obě byly vydány na českém trhu v roce 1984. O rok později měl povídku v antologii Návrat na planetu Zemi, sbornících Svět fantastiky, různých časopisech (hlavně Ikarie). Řada povídek se umístila v literární soutěži Cena Karla Čapka na druhém místě.

### Knihy
- Válečný tanec Nairi, fantasy novela z roku 1991
- Živé meče Ooragu, fantasy z roku 1992 oceněná cenou Ludvík

### Autor antologií
- 2006: Česká sci-fi , vydáno 2006, antologie SF povídek
- 2001: Česká odysea, vydáno 2002, antologie SF povídek